# Kościół św. Apostołów Szymona i Judy Tadeusza w Chwaszczynie
Kościół św. Apostołów Szymona i Judy Tadeusza w Chwaszczynie – jeden z dwóch kościołów wchodzących w skład parafii św. Szymona i św. Judy Tadeusza w Chwaszczynie. Kościół położony jest na cmentarzu w Chwaszczynie.

## Historia

### Pierwszy kościół
Pierwszy kościół w Chwaszczynie wybudowali oliwscy cystersi w 1238. Kościół był wzniesiony z modrzewiowego drewna. Pozostały po nim: drewniana figura Matki Bożej z Dzieciątkiem, stojąca obecnie w głównym ołtarzu oraz drewniany krucyfiks, pochodzący z XV w.
W XVI w. dokonano znacznej rozbudowy świątyni, o czym świadczy dokument wizytacyjny z 1538 r., mówiący o kościele częściowo z drewna, oraz częściowo z muru pruskiego. W dokumencie zapisano również, że kościół posiadał tylko jeden ołtarz, natomiast dokument z 1649 r. świadczył, że w świątyni znajdowały się cztery ołtarze.
W latach wojen szwedzkich kościół był bardzo zaniedbywany. Mimo wielu napraw kościół zawalił się w roku 1723. Zbudowania nowego kościoła podjął się Krzysztof Szembek, biskup wrocławski, w roku 1726.

### Nowy kościół
Nowy kościół w stylu barokowym był murowany. W kościele znajdowały się trzy ołtarze: główny z figurą Ukrzyżowanego Pana Jezusa, a także obrazami Matki Bożej Bolesnej, św. Jana i św. Marii Magdaleny, oraz dwa boczne: jeden Najświętszej Marii Panny, drugi św. św. Szymona i Judy. W 1726 zakupiono do kościoła chrzcielnicę, rzeźbioną ambonę, oraz konfesjonał. Po sześćdziesięciu latach kościół wyremontowano. W 1786 r. wybudowano drewnianą wieżę kościelną, która prawdopodobnie zawaliła się w 1809. W 1833 r., dzięki staraniom ówczesnego proboszcza, ks. Antoniego Kleista, kościół zyskał ołtarz pochodzący z XVII wieku, z oddanego protestantom, oliwskiego kościoła św. Jakuba. W latach 1840–1860 wybudowano nową, północną ścianę kościoła, dobudowano nową zakrystię, wykonano nowy dach oraz podłogę. W 1875 wydano zezwolenie na powiększenie kościoła, co uczyniono jeszcze tego samego roku. Dobudowano wówczas zachodnią część kościoła, oraz małą wieżyczkę, w której zawieszono sygnaturkę. W roku 1896 nastąpiła znowu gruntowa renowacja kościoła. W roku 1902 odnowiono ołtarze w kościele. 

### Okres wojenny
Podczas I WŚ z kościoła zniknęły dzwony, oraz piszczałki organowe. W 1922 na pamiątkę Misji Świętych postawiono przy północnej ścianie kościoła drewniany krzyż. Podczas II WŚ, w 1942 r., Niemcy zrabowali dzwony, a z kościoła zniknęły szaty liturgiczne. W 1945 r. kościół doznał wielu zniszczeń: m.in. wieża została pochylona wskutek postrzału pociskiem, uszkodzono dachówki, powybijano szyby, ściany, oraz dach zakrystii zdewastowano ładunkami wybuchowymi, oraz podłoga została wyrwana. Zniszczono także organy, oraz większość ławek. Zrabowano także dywany i obrazy, zaś dzwonnica na zewnątrz została zniszczona. 

### Czasy współczesne
W 1953 do kościoła sprowadzono dwa nowe dzwony, przeprowadzono remont dzwonnicy. W kolejnych latach odnowiono ołtarz główny, wyremontowano wieżę kościelną uzupełniono brakujące stacje Drogi Krzyżowej. W 1958r. przeprowadzono konserwację zabytkowego obrazu św. Jakuba. W 1977r. zaadaptowano prezbiterium kościoła do nowych wymagań liturgicznych. 

## Galeria

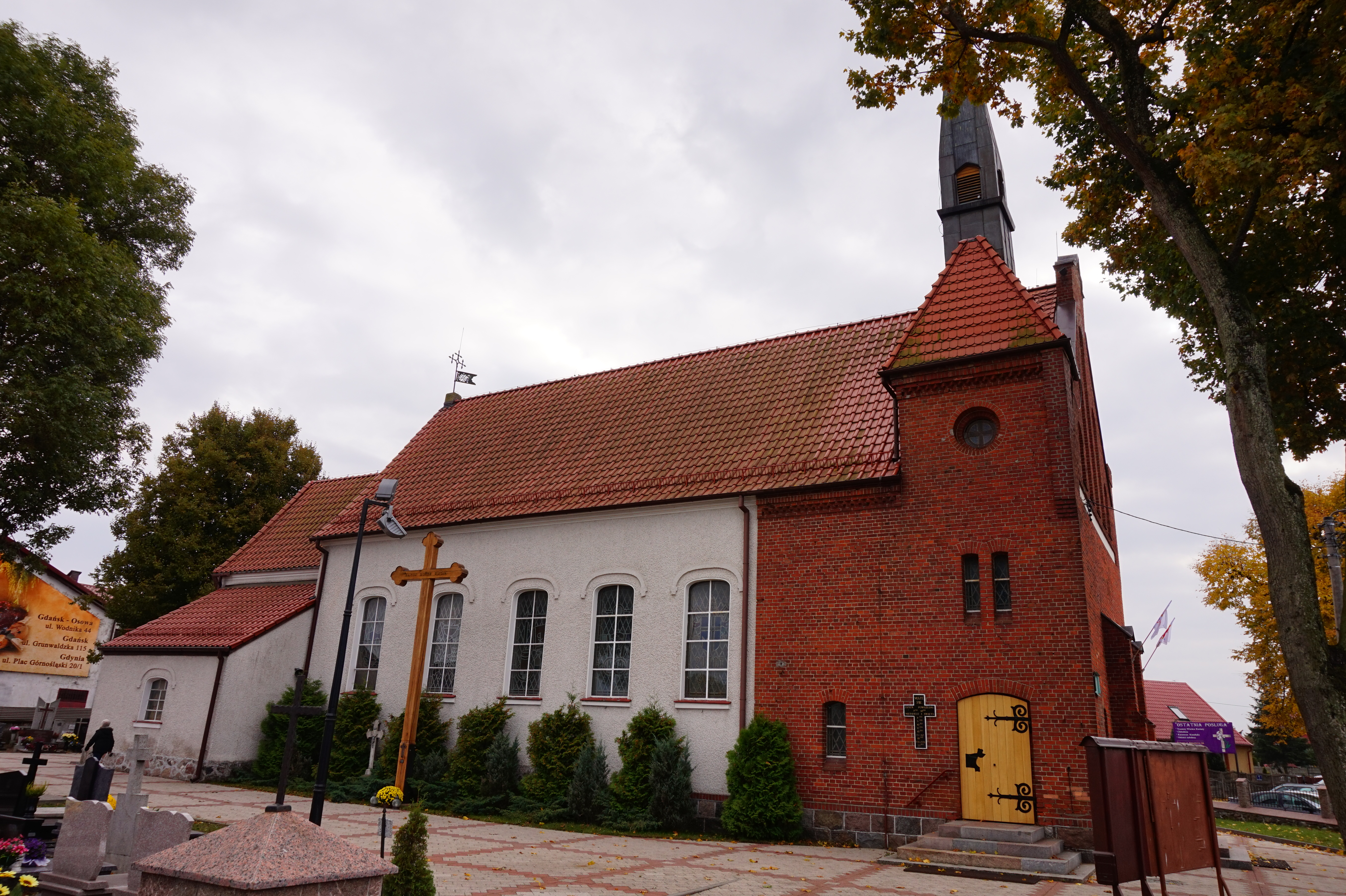
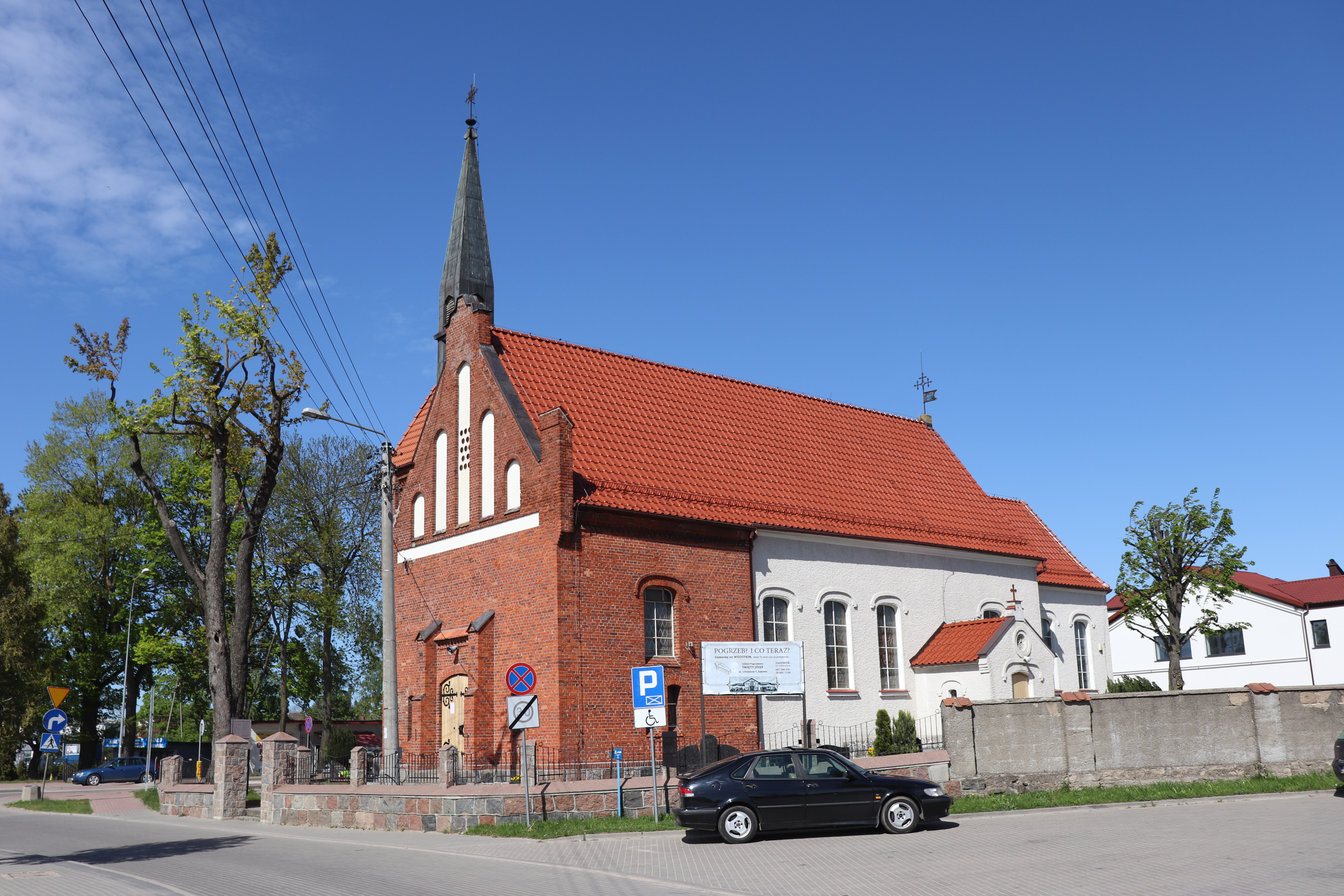
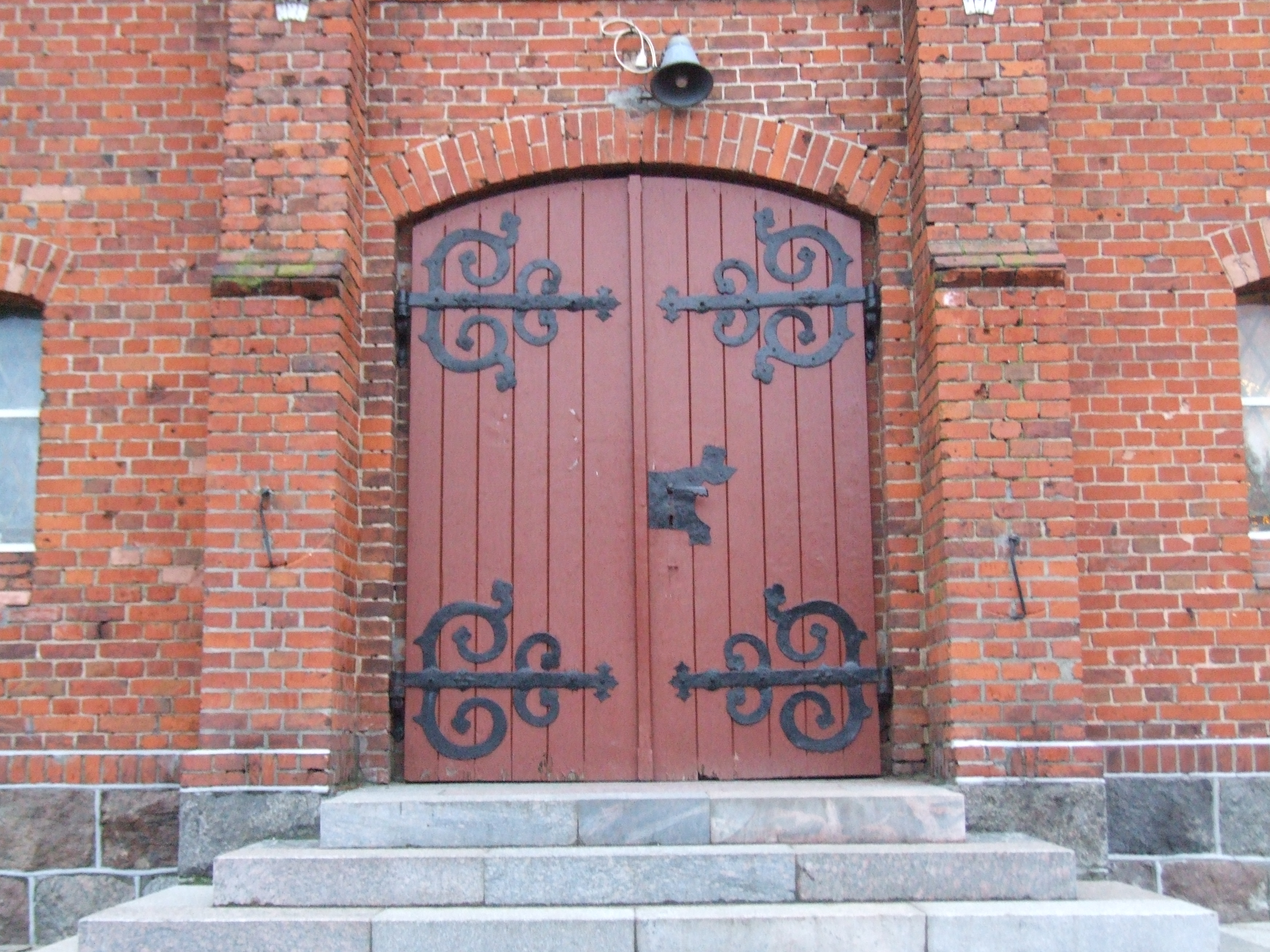
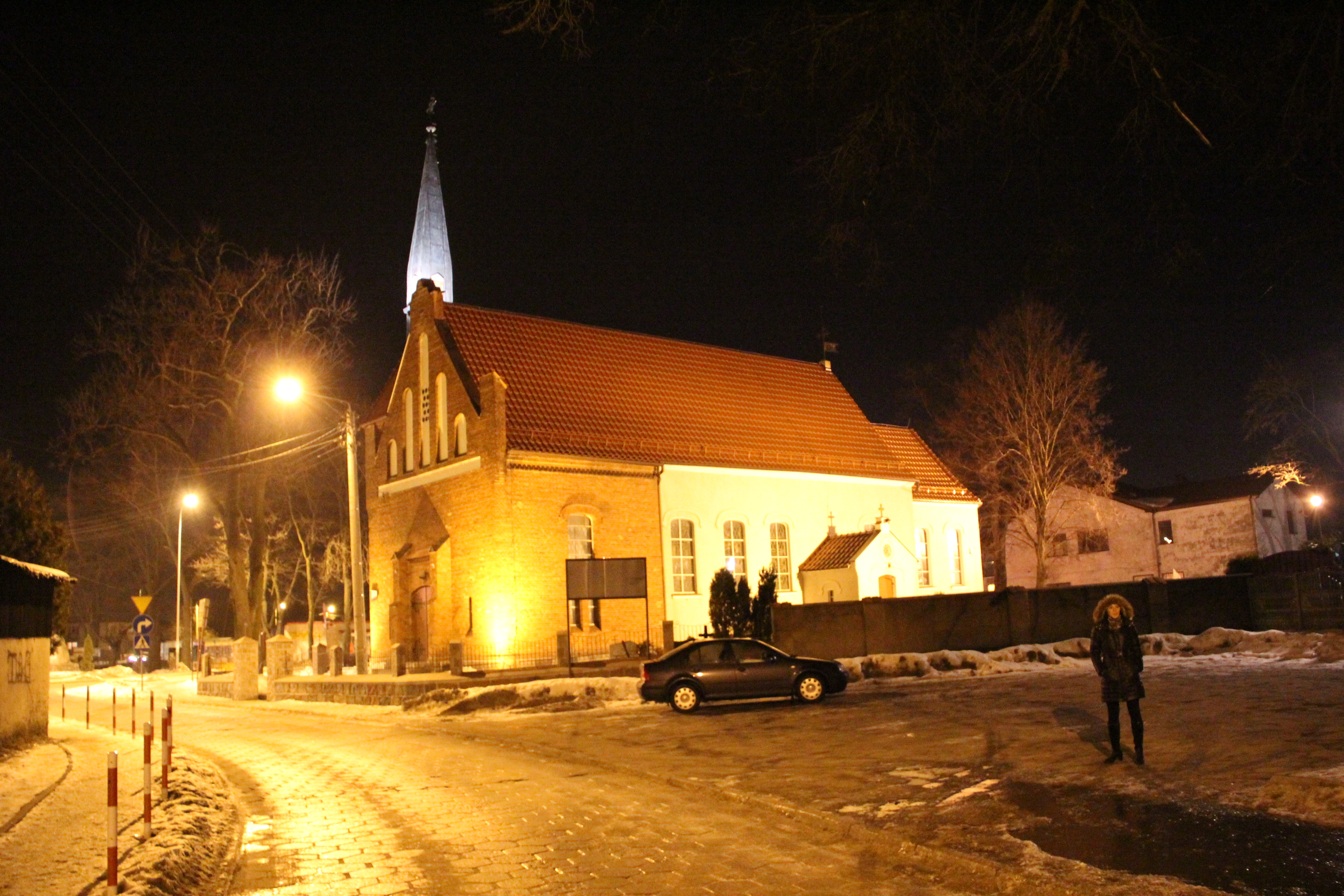